# Bodianus busellatus
Bodianus busellatus là một loài cá biển thuộc chi Bodianus trong họ Cá bàng chài. Loài này được mô tả lần đầu tiên vào năm 2006.

## Từ nguyên
Từ định danh của loài được ghép bởi 3 từ trong tiếng Latinh: tiền tố bu: "to lớn", sella "yên ngựa", và hậu tố tính từ atus: "giống như", hàm ý đề cập đến đốm đen lớn như yên ngựa ở cuống đuôi của chúng. Đốm đen này thậm chí lớn hơn đáng kể so với những loài cùng chi có đốm đen ở đuôi.

## Phạm vi phân bố và môi trường sống
B. busellatus chỉ được biết đến tại đảo Fatu Hiva và Nuku Hiva thuộc quần đảo Marquises, cũng như tại đảo Henderson và đảo Ducie thuộc quần đảo Pitcairn, nhưng không được nhìn thấy tại đảo quốc Tuamotu gần đó. Loài này cũng đã được ghi nhận tại Nouvelle-Calédonie (nhưng bị xác định nhầm với Bodianus bilunulatus).
B. busellatus sống gần các rạn san hô ở độ sâu khoảng từ 13 đến 74 m.

## Mô tả
B. busellatus có chiều dài cơ thể tối đa được ghi nhận là 31,5 cm. Điểm đặc trưng của loài này là một vệt đen trên cuống đuôi ở những con trưởng thành, cũng như một đốm đen ở các gai vây lưng trước.
Số gai ở vây lưng: 12; Số tia vây ở vây lưng: 10–11; Số gai ở vây hậu môn: 3; Số tia vây ở vây hậu môn: 12–13; Số tia vây ở vây ngực: 14–15.

### Trích dẫn
- Martin F. Gomon (2006). “A revision of the labrid fish genus Bodianus with descriptions of eight new species” (PDF). Records of the Australian Museum, Supplement. 30: 1–133. ISSN 0812-7387.
- Ronald Fricke; Michel Kulbicki (2007). “Checklist of the shore fishes of New Caledonia” (PDF): 313–357. Chú thích journal cần |journal= (trợ giúp)Quản lý CS1: sử dụng tham số tác giả (liên kết)